# Stringybark Creek
Stringybark Creek är ett vattendrag i Australien. Det ligger i delstaten New South Wales, i den sydöstra delen av landet, omkring 62 kilometer sydväst om delstatshuvudstaden Sydney.
I omgivningarna runt Stringybark Creek växer huvudsakligen savannskog. Runt Stringybark Creek är det glesbefolkat, med 14 invånare per kvadratkilometer. Genomsnittlig årsnederbörd är 1 288 millimeter. Den regnigaste månaden är februari, med i genomsnitt 215 mm nederbörd, och den torraste är juli, med 34 mm nederbörd.